# Хетодонтоплы
Хетодонтоплы (лат. Chaetodontoplus) — род лучепёрых рыб из семейства Pomacanthidae.

## Описание
Тело слегка продолговатое или овальной формы, но при этом высокое, несколько сжатое с боков, крепкое и плотное. Тело покрыто очень мелкой или мелкой ктеноидной чешуей, располагающейся на туловище неправильными рядами. На голове очень мелкой, имеющей сходство с ворсинками бархата. Боковая линия в форме дуги, заканчивается у конца основания спинного плавника, иногда может заходить на хвостовой плавник, где слабо различима. Рот маленький. Челюсти одинаковые, или нижняя немного выступает вперед. Зубы многочисленные, тонкие, щетинообразные. Иногда зубы более длинные на нижней челюсти. Сошник без зубов, или они рудиментарны. Задние носовые отверстия овальной формы. Предглазничная кость лишена шипов. Предкрышечная кость с зазубренным задним краем, с гладким нижним шипом в углу, направленным назад. Межкрыгаечная кость крупная, лишена шипов. Жаберные отверстия широкие. Колючая часть спинного плавника длиннее мягкой части. Колючих лучей 11 — 13; передние несколько короче задних, одинаковых по высоте. Мягкие части спинного и анального плавников тупо закруглены. Хвостовой плавник закруглен.

## Виды
|  | Chaetodontoplus ballinae Whitley, 1959.                      |
|  | Chaetodontoplus caeruleopunctatus Yasuda & Tominaga, 1976.   |
|  | Chaetodontoplus chrysocephalus (Bleeker, 1855).              |
|  | Chaetodontoplus conspicillatus (Waite, 1900).                |
|  | Chaetodontoplus dimidiatus (Bleeker, 1860).                  |
|  | Chaetodontoplus duboulayi (Günther, 1867).                   |
|  | Chaetodontoplus melanosoma (Bleeker, 1853).                  |
|  | Chaetodontoplus meredithii Kuiter, 1989.                     |
|  | Chaetodontoplus mesoleucus (Bloch, 1787).                    |
|  | Chaetodontoplus niger Chan, 1966.                            |
|  | Chaetodontoplus personifer (McCulloch, 1914).                |
|  | Chaetodontoplus poliourus Randall & Rocha, 2009              |
|  | Chaetodontoplus septentrionalis (Temminck & Schlegel, 1844). |